# Bezzia nigritula
Bezzia nigritula är en tvåvingeart som först beskrevs av Zetterstedt 1838.  Bezzia nigritula ingår i släktet Bezzia och familjen svidknott. Inga underarter finns listade i Catalogue of Life.